# Carlos Machado
Carlos Machado (Montevideo, 5 de noviembre de 1937-Buenos Aires, 17 de junio de 2019) fue un historiador, escritor y docente uruguayo.

## Biografía
Desde la década de 1950 militó en el Partido Socialista. Fue docente de enseñanza secundaria en Uruguay, de la Universidad de Buenos Aires y de la Universidad Católica de La Plata.
Trabajó como cronista del semanario socialista El Sol, del periódico Época fundado por Eduardo Galeano y de El Oriental. En Época se desempeñó como director en su último período.
Luego del golpe de Estado en Uruguay debió exiliarse en Buenos Aires en 1974 donde vivió hasta su fallecimiento.
La obra que lo convirtió en un autor de referencia fue Historia de los orientales (1973), que llegó a vender en pocos meses más de 10 000 ejemplares. La misma fue prohibida por la dictadura cívico-militar uruguaya.

## Obras
- China: los más puros y duros (Internationales. 1967)
- Izquierdas y derechas en América Latina (Patria Grande. 1968)
- Las clases sociales en América Latina (Patria Grande. 1969)
- La rebelión de las lanzas
- Los Estados Unidos y América Latina
- Historia de los orientales (Ediciones de la Banda Oriental. 1973)
- La Patria Grande, de Bolívar a Perón (Editorial del Noroeste. 1974)
- Artigas, el general de los independientes (Editorial del Noroeste. 1975)